# Hyacinthe de La Pegna

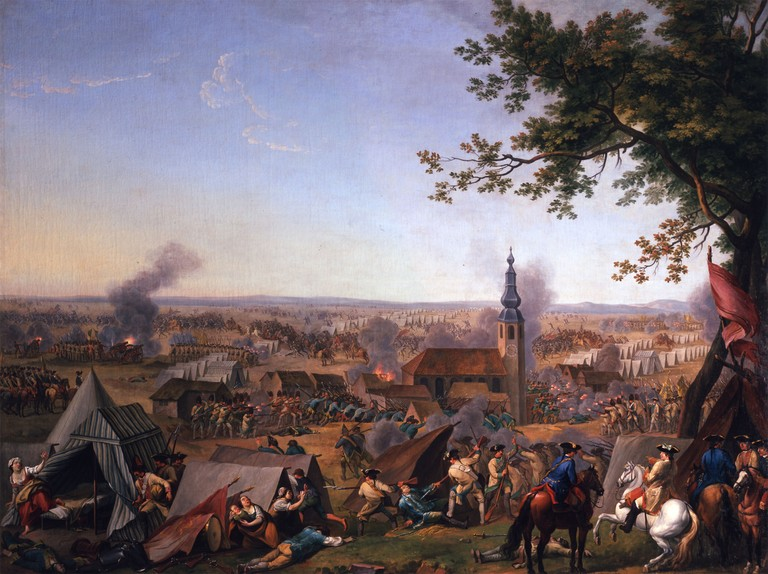
Par Hyacinthe de La Pegna, "La charge près de Hochkirch le 17 octobre 1758'

Hyacinthe de La Pegna, connu également sous le nom francisé de Hyacinthe de la Peyne, né en 1706 à Bruxelles, où il est décédé le 11 juillet 1772, est un peintre des Pays-Bas autrichiens spécialisé dans les scènes de bataille et les paysages.

## Sa vie et sa production
Né à Bruxelles, c'est dans sa ville natale, puis à Paris, qu'il se forma au métier de peintre de batailles.
Il se fit d'ailleurs lui-même militaire et s'engagea au service de Sardaigne. On le voit à Rome en 1748 où il devint membre de l'Accademia di San Luca. Après une éclipse on le retrouve de nouveau à Rome de 1753 à 1755 puis à Bruxelles où on le signale comme collaborant à une manufacture de Tapisserie.
Son talent le fit apprécier en haut lieu et l'impératrice Marie-Thérèse le nomma son « peintre extraordinaire ».
En 1756, les archives signalent qu'il a reçu une gratification pour avoir livré les cartons pour quatre tapisseries, avec des scènes de soldatesque.
On le revoit à Vienne de 1759 à 1762. C'est alors qu'il compose pour le prince Leopold Joseph von Daun deux tableaux de batailles évoquant la guerre de sept ans comme la bataille de Maxen où ce général fut vainqueur contre les Prussiens.
Il eut comme disciple à Bruxelles le peintre graveur Antoine Cardon qui accompagna durant un an son maître à Vienne.

## Élève
- Antoine Cardon